# نهر كلفن
نهر كلفن (الغيلية الاسكتلندية: Abhainn Cheilbhinn) هو أحد روافد نهر كلايد في شمال وشمال شرق غلاسكو، اسكتلندا، يرتفع على المستنقع الجنوبي الشرقي لقرية بانتون، شرق كيلسيث. سُمّي على اسم «لورد كلفن» وهو أستاذ جامعي وذلك تكريماً لإنجازاته، وكان النهر يتدفق عبر جامعته.

## أنظر أيضا
- نهر كلايد

## روابط خارجية
- جمعية أصدقاء نهر كلفن
- جمعية نهر كلفن للصيد
- تراث كلفن من قبل معهد المهندسين المدنيين في اسكتلندا.